# Привалов Віталій Олександрович
Привалов Віталій Олександрович — радянський і український геолог-тектоніст, доктор геологічних наук, професор кафедри геології гірничо-геологічного факультету ДонНТУ. Почесний розвідник надр України, дійсний член Європейської асоціації геологів та інженерів EAGE.

## Біографічні відомості
1983 року закінчив Донецький політехнічний інститут, вступив до його аспірантури. Працював асистентом кафедри геології. 1986 року захистив кандидатську дисертацію у Всесоюзному геологічному інституті імені Карпінського в Ленінграді. Від 1990 року працював доцентом кафедри геології ДПІ.
2005 року захистив докторську дисертацію на тему «Тектонотермальна еволюція Донецького басейну» у Національній гірничій академії в Дніпропетровську. З 2006 року працює професором кафедри геології.
Крім того, Віталій Привалов — дійсний член оргкомітету з підготовки Європейських вугільних конференцій ЄЕС, учасник науково-дослідних програм Європейського співтовариства INTAS, GEORIFT, EUROPROBE, науковий керівник українсько-французьких науково-дослідних проектів за програмою «Дніпро», керівник з української сторони International Geoscience Programme, Project No. — міжнародного проекту ЮНЕСКО.
Підготував 1 кандидата технічних наук та 1 PhD у Франції.
Опублікував 167 наукових робіт, серед них 2 монографії, 2 авторських свідоцтва на винаходи. Публікувався в провідних світових геологічних журналах, зокрема Tectonophysics, IntJournal of Coal Geology, Basin Research, Tectonics, AAPG Bulletin, BHM, Ore Geology Reviews.